# 마이어-피토리스 열
대수적 위상수학에서 마이어-피토리스 열(Mayer-Vietoris列, 영어: Mayer–Vietoris sequence)는 어떤 위상 공간을 두 열린 부분공간으로 나눈 경우, 그 호몰로지 군들에 대한 긴 완전열이다. 기본군의 자이페르트-판 캄펀 정리와 유사하게, 공간의 호몰로지 군을 더 단순한 부분 공간들로 쪼개어 계산하는 데 쓰인다. 대수적 위상수학에서 가장 핵심적인 도구 가운데 하나다.

## 정의
위상 공간 {\displaystyle X}의 두 부분 집합 {\displaystyle A,B\subset X}들의 내부 {\displaystyle \operatorname {int} (A),\operatorname {int} (B)\subset X}가 {\displaystyle X}의 열린 덮개를 이룬다고 하자. 즉,
{\displaystyle \operatorname {int} (A)\cup \operatorname {int} (B)=X}
라고 하자. 이 사이에 포함 사상들을 다음과 같이 적자.
{\displaystyle i\colon A\cap B\hookrightarrow A}
{\displaystyle j\colon A\cap B\hookrightarrow B}
{\displaystyle k\colon A\hookrightarrow X}
{\displaystyle l\colon B\hookrightarrow X}
이에 따라서 다음과 같은 호몰로지 군 사이의 군 준동형을 유도할 수 있다.
{\displaystyle i_{*}\colon H_{n}(A\cap B)\to H_{n}(A)}
{\displaystyle j_{*}\colon H_{n}(A\cap B)\to H_{n}(B)}
{\displaystyle k_{*}\colon H_{n}(A)\to H_{n}(X)}
{\displaystyle l_{*}\colon H_{n}(B)\to H_{n}(X)}
또한, 다음과 같은 군 준동형을 생각하자. 임의의 닫힌 {\displaystyle n}차 특이 호몰로지 사슬 {\displaystyle x\in C_{n}(X)}는 {\displaystyle A}에 속한 사슬과 {\displaystyle B}에 속한 사슬로 분해할 수 있다. (이러한 분해는 물론 유일하지 않다.)
{\displaystyle x=u+v} ({\displaystyle u\in C_{n}(A)}, {\displaystyle v\in C_{n}(B)})
{\displaystyle \partial u=-\partial v\in C_{n-1}(A\cap B)}
그렇다면 군 준동형 {\displaystyle \partial _{*}\colon H_{n}(X)\to H_{n-1}(A\cap B)}을 다음과 같이 정의할 수 있다.
{\displaystyle \partial _{*}\colon [x]\mapsto [\partial u]=-[\partial v]\in H_{n-1}(A\cap B)}
그렇다면, 다음과 같은 특이 호몰로지 사슬 복합체에 대한 짧은 완전열이 존재한다.
{\displaystyle 0\to C_{\bullet }(A\cap B){\xrightarrow {(i_{*},j_{*})}}C_{\bullet }(A)\oplus C_{\bullet }(B){\xrightarrow {k_{*}-l_{*}}}C_{\bullet }(X)\to 0}
이 짧은 완전열에 지그재그 보조정리를 적용해, 다음과 같은 긴 완전열이 존재함을 알 수 있다. 이 완전열을 마이어-피토리스 열이라고 한다.
{\displaystyle \cdots \to H_{n+1}(X){\xrightarrow {\partial _{*}}}\,H_{n}(A\cap B){\xrightarrow {(i_{*},j_{*})}}H_{n}(A)\oplus H_{n}(B){\xrightarrow {k_{*}-l_{*}}}H_{n}(X){\xrightarrow {\partial _{*}}}H_{n-1}(A\cap B)\to \cdots \to H_{0}(A)\oplus H_{0}(B){\xrightarrow {k_{*}-l_{*}}}H_{0}(X)\to 0}
축소 호몰로지(reduced homology) {\displaystyle {\tilde {H}}_{n}(X)=H_{n}(X)/H_{n}(\{\bullet \})}에 대해서도 비슷한 긴 완전열이 존재한다.

## 역사
오스트리아의 수학자 발터 마이어(독일어: Walther Mayer)와 레오폴트 피토리스(독일어: Leopold Vietoris)가 도입하였다. 마이어는 1926~1927년 동료 수학자 피토리스의 위상수학 강의를 듣게 되었다. 이 강의에서 피토리스는 오늘날 마이어-피토리스 열이라고 불리는 관계에 대한 가설을 세웠다. 그때까지 위상수학에 대하여 전혀 몰랐던 마이어는 피토리스의 강의를 듣고 곧 1929년에 가설을 호몰로지의 베티 수에 대하여 증명하였다. 이듬해 (1930년) 피토리스는 베티 수뿐만 아니라 호몰로지 군 자체에 대한 마이어-피토리스 열의 존재를 증명하였다. 이후 사무엘 에일렌베르크와 노먼 스틴로드가 완전열의 개념을 도입하면서, 마이어와 피토리스의 준동형들이 긴 완전열을 이룸을 지적하였다.

## 같이 보기
- 지그재그 보조정리

## 참고 문헌
1. ↑  Mayer, Walther (1929). “Über abstrakte Topologie”. 《Monatshefte für Mathematik》 (독일어) 36 (1): 1–42. doi:10.1007/BF02307601. ISSN 0026-9255.
2. ↑  Vietoris, Leopold (1930). “Über die Homologiegruppen der Vereinigung zweier Komplexe”. 《Monatshefte für Mathematik》 (독일어) 37 (1): 159–62. doi:10.1007/BF01696765. ISSN 0026-9255.

- 조용승 (2010년 9월). 《대수적 위상수학》. 경문사. ISBN 978-89-6105-365-5. 2015년 2월 7일에 원본 문서에서 보존된 문서. 2013년 8월 25일에 확인함.
- 우무하; 김재룡 (1994년 10월 23일). 《대수적 위상 수학》. 대우학술총서 자연과학 97. 서울: 민음사. ISBN 978-89-374-3597-3.
- Hatcher, Allen (2002). 《Algebraic Topology》 (영어). Cambridge: Cambridge University Press. ISBN 0-521-79540-0.